# Csepel (dzielnica)
Csepel – dwudziesta pierwsza dzielnica stolicy Węgier, Budapesztu.

## Nazwa i położenie
Dzielnica Csepel znajduje się w południowej części miasta. Jest w całości położona na wyspie o tej samej nazwie – Csepel.

## Historia
Wyspa Csepel stała się ważnym ośrodkiem po migracji Węgrów do Panonii na początku X wieku we wczesnym okresie panowania Árpádów. Wyspa pozostała lubianym miejscem królów węgierskich w średniowieczu. Od 1484 roku Csepel stanowił prezent ślubny dla przyszłych królowych węgierskich. W XVI wieku Turcy osmańscy całkowicie zniszczyli istniejące także w północnej części wyspy wioski i posiadłości królewskie. Pod koniec XVI wieku na wyspie osiedlili się serbscy uchodźcy z okupowanej przez Turcję Serbii. Na początku XVIII wieku książę Eugeniusz Sabaudzki, będący wówczas właścicielem wyspy, ponownie założył osadę, w której osiedlili się niemieccy i austriaccy koloniści. Stała się niezależną gminą w 1742 roku. Pierwsze duże osiedle znajdowało się w okolicy dzisiejszego Szabadkikötő. Osada została całkowicie zniszczona przez wielką powódź z 1838 roku. Nową osadę zbudowano na wyżej położonych terenach wyspy – dzisiejsze Ófalu (pol. „Stara Wieś”). Miasto liczyło 9462 osób, według spisu z 1910 r. (skład etniczny: 84% Węgrów i 16% Niemców).
1 stycznia 1950 roku północna część wyspy Csepel została włączona w skład miasta Budapeszt, jako jedna z dzielnic miasta.

## Komunikacja
Mimo położenia na wyspie, dzielnica jest dobrze skomunikowana z resztą miasta. Most Gubacsi łączy Csepel z peszteńską dzielnicą Pesterzsébet, a most na ulicy Szabadkikötő út łączy Csepel z dzielnicą Ferencváros. Z centrum miasta dzielnicę łączy także most kolejowy, po którym kursuje kolej Csepel HÉV, dojeżdżająca aż do Nagykörút.

## Sport
W dzielnicy Csepel mieści się siedziba klubu piłkarskiego Csepel FC.